# 老舍窠乡
老舍窠乡，是中华人民共和国陕西省榆林市清涧县一个已撤销的乡级行政区，2015年，陕西省民政厅批复同意撤销老舍窠乡，将其所辖行政区域划归玉家河镇。